# Jan Schakowsky
Janice D. „Jan” Schakowsky (ur. 26 maja 1944 w Chicago) – amerykańska polityk, członek Partii Demokratycznej.
Od 1999 jest przedstawicielem 9. okręgu wyborczego w stanie Illinois w Izbie Reprezentantów Stanów Zjednoczonych.

## Rys biograficzny
Schakowsky jest absolwentką University of Illinois at Urbana-Champaign (rocznik 1965). Od wielu lat ubiega się o prawa konsumenta. Za jej sprawą powstał przepis z 1969 nakazujący wydrukowanie daty ważności na opakowaniach produktów spożywczych. W latach 1976–1985 pełniła obowiązki Program Director organizacji Illinois Public Action, największej w stanie Illinois typu pro-konsumenckiej/pro-obywatelskiej (ang.: public interest group). Następnie przeniosła swą działalność do Illinois State Council of Senior Citizens, jako executive director za lata 1986–1990. Tego roku została wybrana do stanowej izby reprezentantów, z ramienia Demokratów, gdzie spełniła cztery kadencje.
Następnie została wybrana z ramienia tej samej partii do Izby Reprezentantów Stanów Zjednoczonych, gdzie służy obecnie, ostatnio wygrywając do ponownej 2-letniej kadencji 4 listopada 2008.
Zamężna, mieszka w Evanston.